# Ахмад (султан Брунею)
Ахмад — за різними джерелами 2-й чи 3-й султан Брунею.
Ісламські джерела «Родовід брунейських султанів» (малай. Silsilah Raja-Raja Brunei), найраніші копії яких датовані 1735 роком, та «Генеалогічна таблиця» (малай. Batu Tersilah Brunei) 1807 року називають його другим султаном, оминаючи Абдула Маджида Хассана, відомого лише з китайських джерел та введеного в сучасну брунейську історіографію.
За сучасними брунейськими істориками зійшов на престол 1408 чи 1415, помер 1425 року.
За різними версіями був або старшим братом Мухаммада Шаха Патехом Бербаєм, або китайським героєм Онг-Сум-Пінгом. У варіанті Патеха Бербая він одружився з родичкою китайського імператора.